# Speyerer Fürstenerklärung
Die Speyerer Fürstenerklärung ist eine Protestnote vom 28. Mai 1199, unterschrieben von 26 deutschen Fürsten im Kontext des deutschen Thronstreites. Die Erklärung spricht dem Papst im Allgemeinen und hier im Speziellen Papst Innozenz III. das Recht ab, an der deutschen Königswahl mitzuwirken, geschweige denn diese für rechtmäßig zu erklären und fordert Innozenz III. auf, nicht weiter die Rechte des Reiches in Italien zu verletzen. Außerdem drohen die Fürsten Innozenz III. damit, mit aller Macht nach Rom zu kommen, um die Kaiserkrönung Philipps durchzusetzen. Weitere 24, in Speyer nicht anwesende Fürsten unterschrieben die Erklärung nicht selbst, hatten aber die Unterzeichnung in ihrem Namen bevollmächtigt.

## Unterzeichner
- Ludolf von Kroppenstedt, Erzbischof von Magdeburg
- Johann I., Erzbischof von Trier
- Amadeus de Tramelay, Erzbischof von Besançon (Bisanz)
- Konrad III. von Laichling, Bischof von Regensburg
- Otto II. von Berg, Bischof von Freising
- Udalschalk, Bischof von Augsburg
- Diethelm von Krenkingen, Bischof von Konstanz
- Hartwig von Grögling-Dollnstein, Bischof von Eichstätt
- Leopold II. von Schönfeld, Bischof von Worms
- Otto von Henneberg, Bischof von Speyer
- Eberhard von Regensberg, erwählter Bischof von Brixen
- Konrad von Querfurt, Bischof von Hildesheim und Hofkanzler
- Heinrich III. von Kronberg, Abt von Fulda
- Siegfried, Abt von Hersfeld
- Mangold von Berg, Abt von Tegernsee
- Kuno I., Abt von Ellwangen
- Ottokar I. Přemysl, König von Böhmen
- Bernhard III., Herzog von Sachsen
- Ludwig I., Herzog von Baiern
- Leopold VI., Herzog von Österreich
- Berthold IV., Herzog von Meranien
- Simon II., Herzog von Lothringen
- Dietrich, Markgraf von Meißen
- Otto II., Markgraf von Brandenburg
- Vladislav Heinrich, Markgraf von Mähren
- Gottfried II., Markgraf von Ronsberg

## Fürsten, die der Erklärung zugestimmt hatten
- Pilgrim II. von Dornberg, Patriarch von Aquileia
- Hartwig II., Erzbischof von Bremen
- Rudolf I., Bischof von Verden
- Berthold von Harbke, Bischof von Halberstadt
- Eberhard von Seeburg, Bischof von Merseburg
- Berthold II., Bischof von Naumburg
- Hermann II. von Katzenelnbogen, Bischof von Münster
- Gerhard von Oldenburg-Wildeshausen, Bischof von Osnabrück
- Timo, Bischof von Bamberg
- Wolfger von Erla, Bischof von Passau
- Reinher della Torre, Bischof von Chur
- Konrad II. von Beseno, Bischof von Trient
- Bertram, Bischof von Metz
- Mathieu de Lorraine, Bischof von Toul
- Albert II. von Hiergis, Bischof von Verdun
- Albrecht II. von Cuyk, Bischof von Lüttich
- Otto I., Pfalzgraf von Burgund
- Berthold V., Herzog von Zähringen
- Ulrich II., Herzog von Kärnten
- Friedrich, Herzog von Bitsch
- Berthold III., Markgraf von Vohburg
- Rudolf I., Pfalzgraf von Tübingen
- Otto VIII. von Wittelsbach, Pfalzgraf von Bayern